# Клауд Крик (Оклахома)
Клауд Крик (енгл. Cloud Creek) насељено је место без административног статуса у америчкој савезној држави Оклахома.

## Демографија
По попису из 2010. године број становника је 121, што је 35 (40,7%) становника више него 2000. године.
| Група             | 2000.      | 2010.      |
| Белци             | 45 (52,3%) | 64 (52,9%) |
| Афроамериканци    | 0 (0,0%)   | 7 (5,8%)   |
| Азијати           | 0 (0,0%)   | 0 (0,0%)   |
| Хиспаноамериканци | 1 (1,2%)   | 6 (5,0%)   |
| Укупно            | 86         | 121        |